# 澳亞散布區

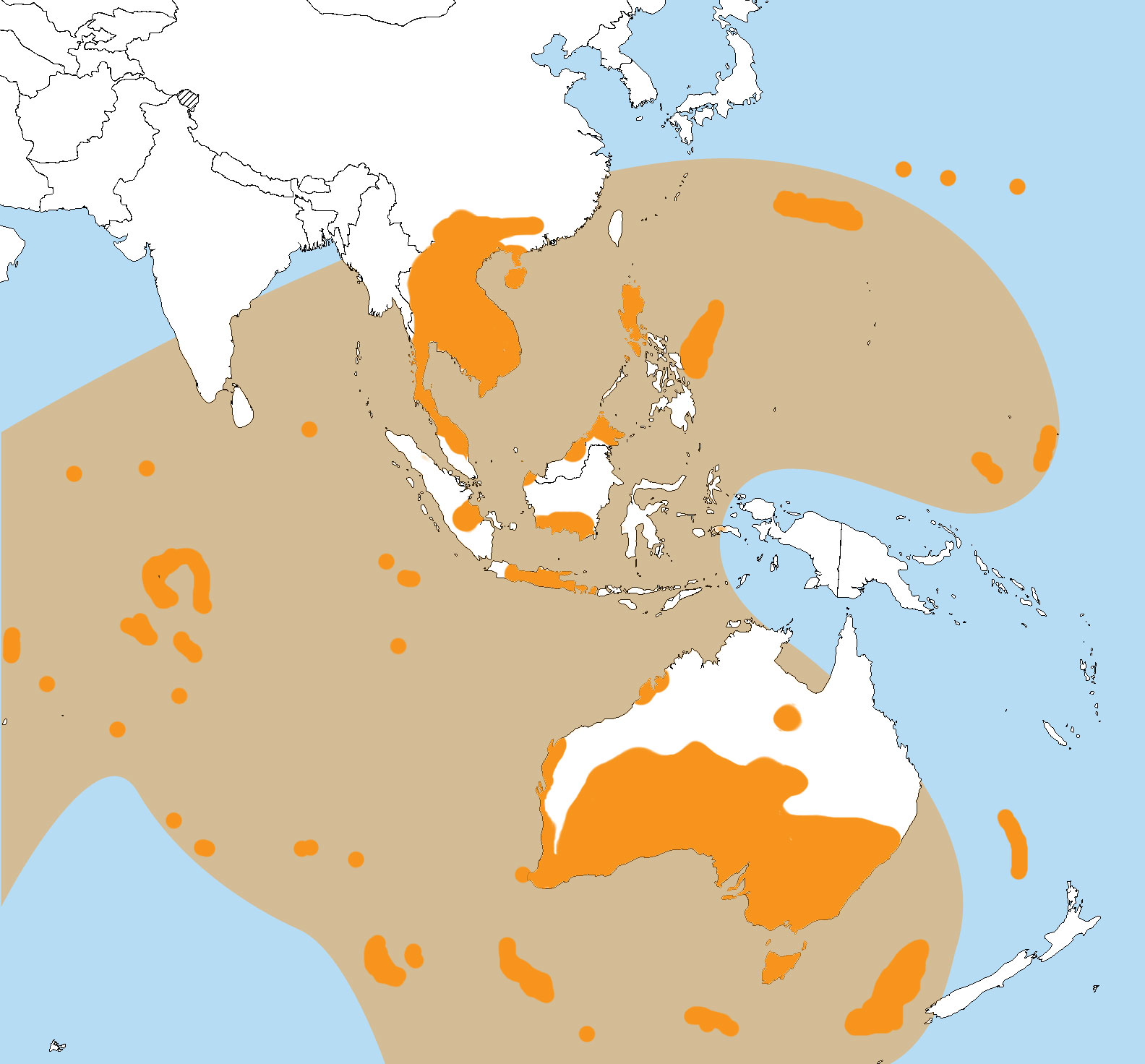
澳亞散落區的位置，深色陰影代表似曜岩的發現地

澳亞散布區（英語：Australasian strewnfield）是最大且最年輕的似曜岩散布區，研究表明形成似曜岩的隕石撞擊可能發生在約79萬年前的東南亞，科學家最近估計其可能覆蓋約10%–30%的地球表面。

## 特徵
澳亞散布區有約79萬年的歷史，範圍覆蓋大部分東南亞（泰國、老撾、越南、柬埔寨和中國華南地區），隕石撞擊產生的物質亦橫跨太平洋及印度洋，分佈菲律賓、印度尼西亞、馬來西亞、爪哇、澳大利亞和塔斯馬尼亞等地區。自1960年代以來，科學家們普遍認為散布區從中國南部的海南向南延伸至澳大利亞，或大約10%的地球表面，隨後在非洲和塔斯馬尼亞的發現則將這比例進一步擴大到20%。最近在西藏北部和廣西的新發現將散佈地增加至約地球表面的30%左右，即近1.5億平方公里。

## 隕石坑
地球撞擊資料庫列出了大約26個已知年齡小於100萬年的隕石坑，除了位於摩洛哥的3公里阿古達爾隕石坑（Agoudal Crater）之外，幾乎所有隕石坑的直徑都小於2公里。最接近100萬年這一時間段的是哈薩克斯坦14公里長的扎馬辛隕石坑，其曾一度被認為是澳亞散布區的源頭。
然而由於澳亞散布區的巨大規模，科學家們推測其原生隕石坑比現時已知的隕石坑要大得多。格哈特·施密特（Gerhard Schmidt）和約翰·T·瓦森（John T. Wasson）在1993年認為該隕石坑位於湄公河谷下方14–17公里，傑克·哈通（Jack Hartung）和克里斯蒂安·科貝爾在隔年提出原生隕石坑位於柬埔寨的洞里薩湖，同年比利·P·格拉斯（Billy P. Glass）認為隕石坑位在柬埔寨，其直徑在32–114公里之間，而查爾斯·施內茨勒和約翰·F·麥克霍恩（John F. Mchone）則表示原生隕石坑在老撾南部，直徑約35–40公里。格拉斯隨後在1999年也將老撾南部或鄰近地區視為可能的源頭，李孟陽和魏國彥認為隕石坑可達90–116公里，而格拉斯等人則用鈹-10假設隕石坑位於老撾南部到海南之間，有可能在東京灣內。最近的2019年，凱利·西埃（Kelly Sieh）等人基於4項證據表明該原生隕石坑位於老撾南部的布拉萬火山場之下。另一方面，在泰國中部發現層狀似曜岩的瓦森推測所謂的澳亞散布區可能只是一連串分佈在中南半島的小型多重撞擊事件，但此推論卻被科學界認為只會衍生出更多的問題。
南極洲的威爾克斯地隕石坑被認為是可能的主撞擊坑，此撞擊也有可能引發了78.1萬年前的布容尼斯－松山反轉。

## 直立人
在中國南部廣西壯族自治區百色市發掘出的與似曜岩一起發現的考古文物表明，該地區在撞擊期間和撞擊後居住著直立人，在碎片場內亦發現了石器以及可能由撞擊火災引起的木炭層。